# 생조스텐노드

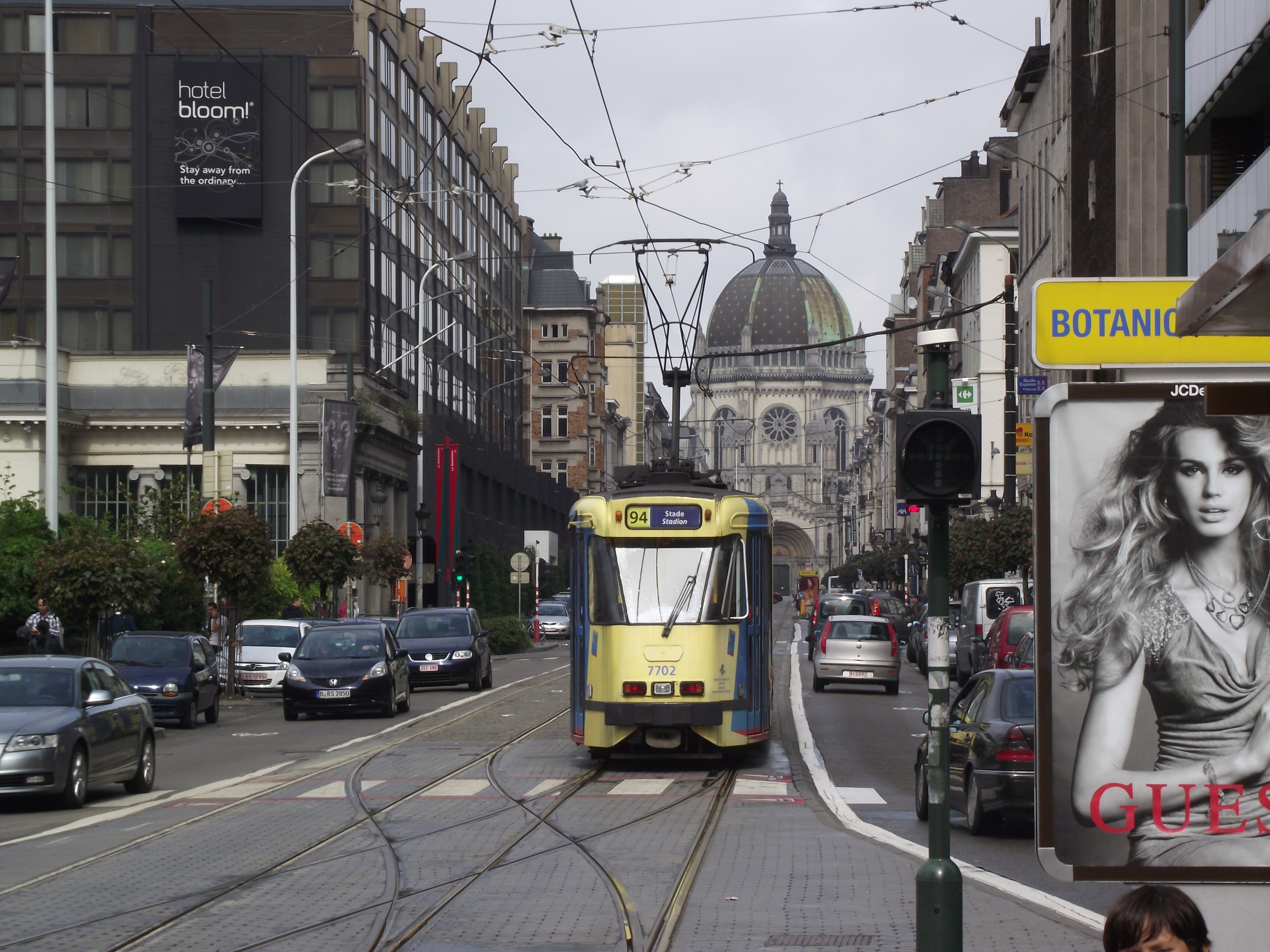
생조스텐노드

생조스텐노드(프랑스어: Saint-Josse-ten-Noode, 발음: [sɛ̃ ʒɔs tɛn nod]) 또는 신트요스트텐노더(네덜란드어: Sint-Joost-ten-Node, 발음 [sɪɲˈcoːstɛˈnoːdə] ( 듣기))는 벨기에 브뤼셀 수도 지역을 구성하는 19개 지방 자치체 가운데 하나로 면적은 1.14km2, 인구는 27,134명(2013년 1월 1일 기준), 인구 밀도는 24,000명/km2이다.

시기
시 문장